# Resiniporus
Resiniporus Zmitr. – rodzaj grzybów z rodziny Irpicaceae.

## Charakterystyka
Grzyby kortycjoidalne o owocniku rocznym, złożonym z rozproszonych i zlewających się z sobą płatów o konsystencji woskowato-żywicznej. Hymenofor poroidalny, subikulum białe do kremowego, miękkie i włókniste. System strzępkowy pseudodimityczny, strzępki generatywne ze sprzążkami, często inkrustowane granulkami żywicy, niecyjanofilne, szkieletocystydy grubościenne, żółtawe, z rozproszonymi sprzążkami, cyjanofilne. W hymenium występują leptocystydy. Podstawki różnokształtne, z centralnym zwężeniem, 4-zarodnikowe ze sprzążkami u podstawy. Bazydiospory podłużne, elipsoidalne do łezkowatych, cienkościenne, nieamyloidalne, niecyjanofilne. Powodują białą zgniliznę drewna.
Rodzaj Resiniporus utworzono dla dwóch spokrewnionych gatunków, dawniej o nazwie Polyporus resinascens Romell i Poria pseudogilbescens Pilát. Różnią się one tylko wymiarami bazydiospor, ale badania molekularne potwierdziły, ze są to odrębne gatunki.

## Systematyka i nazewnictwo
Pozycja w klasyfikacji według Index Fungorum: Irpicaceae, Polyporales, Incertae sedis, Agaricomycetes, Agaricomycotina, Basidiomycota, Fungi.
Gatunki:
- Resiniporus pseudogilvescens (Pilát) Zmitr. 2018
- Resiniporus resinascens (Romell) Zmitr. 2018 – tzw. woszczyneczka żywiczna

Nazwy naukowe na podstawie Index Fungorum. Nazwy polskie według Władysława Wojewody.